# Afër dhe larg
Afër dhe larg (Afër & Larg) är den albanska sångerskan Elvana Gjatas tredje studioalbum. Albumet släpptes år 2011, och på Itunes den 7 augusti samma år. Majoriteten av låtarna på albumet framförs på albanska. På albumet finns bland annat låtarna Me ty, som vann Top Fest 8, Dhe zemra ndal, som Gjata deltog i Kënga Magjike med samt Mamani nejën, som hon gjorde tillsammans med rapparen Fugaa.

## Låtlista
| Nr  | Titel                          | Längd |
| --- | ------------------------------ | ----- |
| 1.  | Me ty                          | 3:37  |
| 2.  | Afër dhe larg                  | 3:26  |
| 3.  | Ku jeton dahuria               | 3:32  |
| 4.  | Gjaku im                       | 3:47  |
| 5.  | Kush jam unë                   | 3:52  |
| 6.  | Vetës                          | 3:53  |
| 7.  | Dancehall                      | 3:41  |
| 8.  | Kudo që jam                    | 3:03  |
| 9.  | A ke ti zemër                  | 3:33  |
| 10. | Sex On the Beach (Bonus Track) | 1:53  |
| 11. | Mamani nejën (ft. Fugaa)       | 3:33  |
| 12. | Nuk janë më                    | 3:25  |
| 13. | Turn U On                      | 3:50  |
| 14. | Ti je                          | 3:25  |
| 15. | Dhe zemra ndal                 | 4:23  |
| 16. | Dhe zemra ndal (Remix)         | 4:14  |

### Fotnoter
1. ↑  Elvana Gjata publikon albumin e ri “Afër dhe larg” Arkiverad 10 juni 2012 hämtat från the Wayback Machine. Vipat (albanska)
2. ↑  Afër & Larg Elvana Gjata Itunes